# Dicranomyia gladiator
Dicranomyia gladiator là một loài ruồi trong họ Limoniidae. Chúng phân bố ở miền Tân bắc.